# Лауреана-Чиленто
Лауреана-Чиленто (итал. Laureana Cilento) — коммуна в Италии, располагается в регионе Кампания, в провинции Салерно.
Население составляет 1078 человек (2008 г.), плотность населения составляет 83 чел./км². Занимает площадь 13 км². Почтовый индекс — 84050. Телефонный код — 0974.
Покровителем населённого пункта считается святой San Cono Abate.

## Демография
Динамика населения:

## Администрация коммуны
- Официальный сайт: https://web.archive.org/web/20120301042122/http://laureanacilento.asmenet.it/